# Afromevesia ugandicola
Afromevesia ugandicola là một loài tò vò trong họ Ichneumonidae.